# ジェイコブ・ブラグマン
ジェイコブ・ハル・ブラグマン（Jaycob Hull Brugman, 1992年1月18日 - ）は、アメリカ合衆国アリゾナ州マリコパ郡チャンドラー出身のプロ野球選手（外野手）。左投左打。現在は、フリーエージェント（FA）。愛称はブルギー（Bruggy）。

## 経歴

### プロ入り前
2010年のMLBドラフト39巡目（全体1195位）でニューヨーク・ヤンキースから指名されたが、契約せずにブリガムヤング大学へ進学した。

### プロ入りとアスレチックス時代
2013年のMLBドラフト17巡目（全体521位）でオークランド・アスレチックスから指名され、プロ入り。契約後、傘下のA-級バーモント・レイクモンスターズでプロデビュー。49試合に出場して打率.261、1本塁打、23打点、7盗塁を記録した。
2014年はA級ベロイト・スナッパーズとA+級ストックトン・ポーツでプレーし、2球団合計で120試合に出場して打率.280、21本塁打、72打点、8盗塁を記録した。
2015年はAA級ミッドランド・ロックハウンズでプレーし、132試合に出場して打率.260、6本塁打、63打点、11盗塁を記録した。オフにはアリゾナ・フォールリーグに参加し、メサ・ソーラーソックスに所属した。
2016年はAA級ミッドランドとAAA級ナッシュビル・サウンズでプレーし、2球団合計で132試合に出場して打率.285、12本塁打、87打点、7盗塁を記録した。オフの11月18日にルール・ファイブ・ドラフトでの流出を防ぐために40人枠入りした。
2017年は開幕からAAA級ナッシュビルでプレー。6月9日にメジャー初昇格を果たし、同日のタンパベイ・レイズ戦でメジャーデビュー。6月24日のシカゴ・ホワイトソックス戦ではメジャー初本塁打を放った。また、この試合では同僚のマット・オルソン、フランクリン・バレトもメジャー初本塁打を放っており、同一チームの3選手が初本塁打を記録するというのはMLB史上初めてであった。この年メジャーでは48試合に出場して打率.266、3本塁打、12打点、1盗塁を記録した。オフの11月20日にDFAとなった。

### オリオールズ時代
2017年11月22日にウェイバー公示を経てボルチモア・オリオールズへ移籍した。
2018年2月21日にDFAとなり、25日にマイナー契約でAAA級ノーフォーク・タイズに配属され、スプリングトレーニングに招待選手として参加することになった。この年はAA級ボウイ・ベイソックスとAAA級ノーフォークでプレーし、2球団合計で78試合に出場して打率.250、8本塁打、31打点、6盗塁を記録した。
2019年5月24日に自由契約となった。

### マリナーズ傘下時代
2019年6月1日にシアトル・マリナーズとマイナー契約を結び、傘下のAAA級タコマ・レイニアーズへ配属された。タコマでは78試合に出場し、打率.283、23本塁打、65打点の成績を残したが、オフの11月4日にFAとなった。

### ホワイトソックス傘下時代
2019年11月24日にシカゴ・ホワイトソックスとマイナー契約を結び、2020年のスプリングトレーニングに招待選手として参加することになった。
2020年のマイナーリーグが新型コロナウイルスの感染拡大により開催されなかったため、公式戦に出場することなく11月2日にFAとなった。

### ブレーブス傘下時代
2020年12月26日にアトランタ・ブレーブスとマイナー契約を結んだ。
2021年はAAA級グウィネット・ストライパーズで開幕を迎えたが、開幕直後に故障し、出場たった1試合で7月24日に自由契約となった。

## 詳細情報

### 年度別打撃成績
| 年 度    | 球 団    | 試 合 | 打 席 | 打 数 | 得 点 | 安 打 | 二 塁 打 | 三 塁 打 | 本 塁 打 | 塁 打 | 打 点 | 盗 塁 | 盗 塁 死 | 犠 打 | 犠 飛 | 四 球 | 敬 遠 | 死 球 | 三 振 | 併 殺 打 | 打 率 | 出 塁 率 | 長 打 率 | O P S |
| -------- | -------- | ----- | ----- | ----- | ----- | ----- | -------- | -------- | -------- | ----- | ----- | ----- | -------- | ----- | ----- | ----- | ----- | ----- | ----- | -------- | ----- | -------- | -------- | ----- |
| 2017     | OAK      | 48    | 162   | 143   | 12    | 38    | 2        | 0        | 3        | 49    | 12    | 1     | 2        | 0     | 1     | 18    | 1     | 0     | 38    | 1        | .266  | .346     | .343     | .688  |
| MLB：1年 | MLB：1年 | 48    | 162   | 143   | 12    | 38    | 2        | 0        | 3        | 49    | 12    | 1     | 2        | 0     | 1     | 18    | 1     | 0     | 38    | 1        | .266  | .346     | .343     | .688  |

- 2018年度シーズン終了時

### 年度別守備成績
| 年 度 | 球 団 | 中堅（CF） | 中堅（CF） | 中堅（CF） | 中堅（CF） | 中堅（CF） | 中堅（CF） | 左翼（LF） | 左翼（LF） | 左翼（LF） | 左翼（LF） | 左翼（LF） | 左翼（LF） | 右翼（RF） | 右翼（RF） | 右翼（RF） | 右翼（RF） | 右翼（RF） | 右翼（RF） |
| 年 度 | 球 団 | 試 合      | 刺 殺      | 補 殺      | 失 策      | 併 殺      | 守 備 率   | 試 合      | 刺 殺      | 補 殺      | 失 策      | 併 殺      | 守 備 率   | 試 合      | 刺 殺      | 補 殺      | 失 策      | 併 殺      | 守 備 率   |
| ----- | ----- | ---------- | ---------- | ---------- | ---------- | ---------- | ---------- | ---------- | ---------- | ---------- | ---------- | ---------- | ---------- | ---------- | ---------- | ---------- | ---------- | ---------- | ---------- |
| 2017  | OAK   | 40         | 77         | 1          | 2          | 1          | .975       | 4          | 6          | 0          | 0          | 0          | 1.000      | 1          | 2          | 0          | 0          | 0          | 1.000      |
| MLB   | MLB   | 40         | 77         | 1          | 2          | 1          | .975       | 4          | 6          | 0          | 0          | 0          | 1.000      | 1          | 2          | 0          | 0          | 0          | 1.000      |

- 2018年度シーズン終了時

### 背番号
- 38（2017年）